# Campamento Byers
El Campamento internacional península Byers (o Campamento Byers) es un campamento y base estacional de carácter internacional, pero conservado en condiciones de operatividad por el personal de la base Juan Carlos I de España. Está ubicado en la península Byers de la isla Livingston, en las islas Shetland del Sur de la Antártida. 

## Interés científico

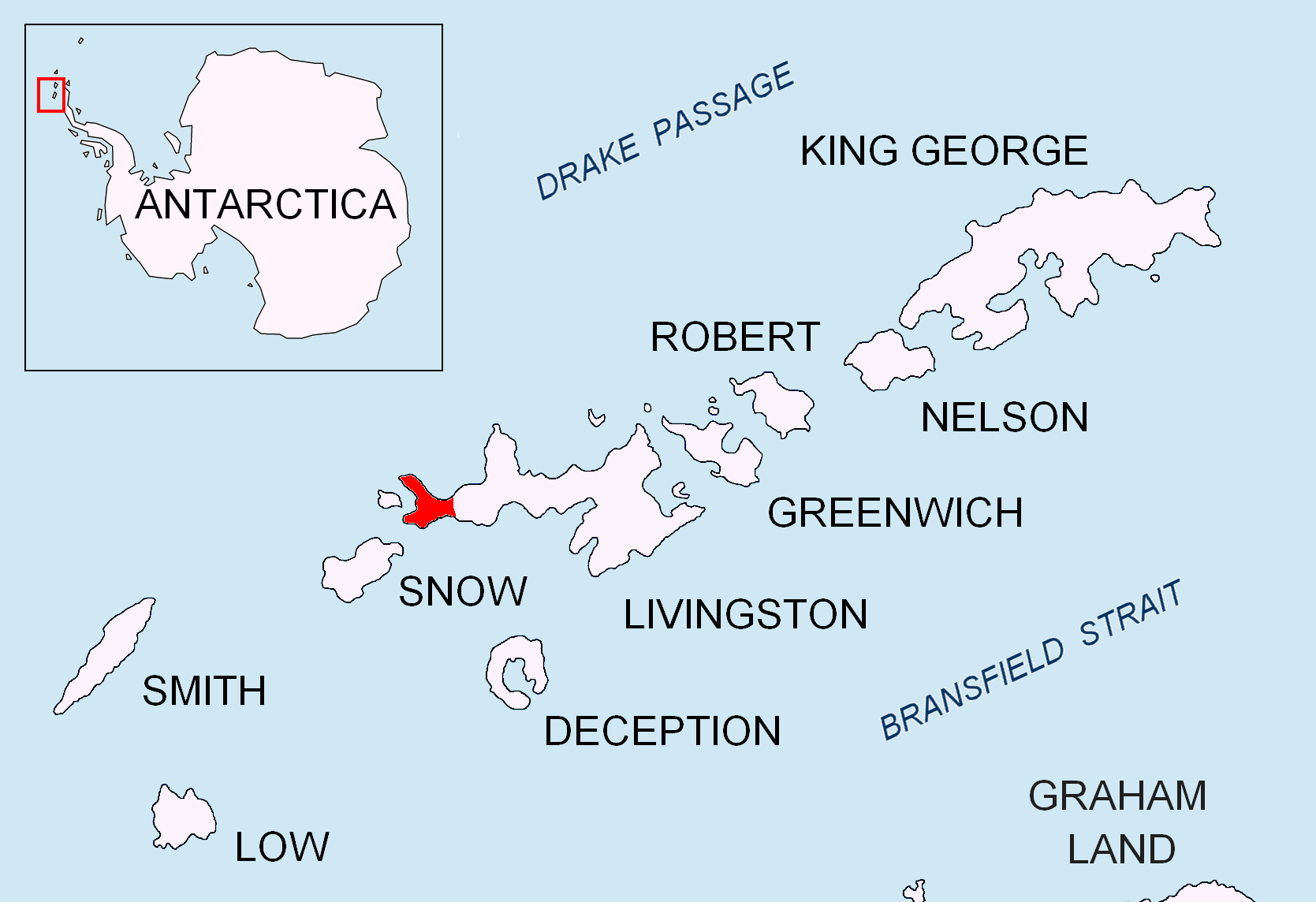
Ubicación de la península Byers, isla Livingston, en las islas Shetland del Sur.

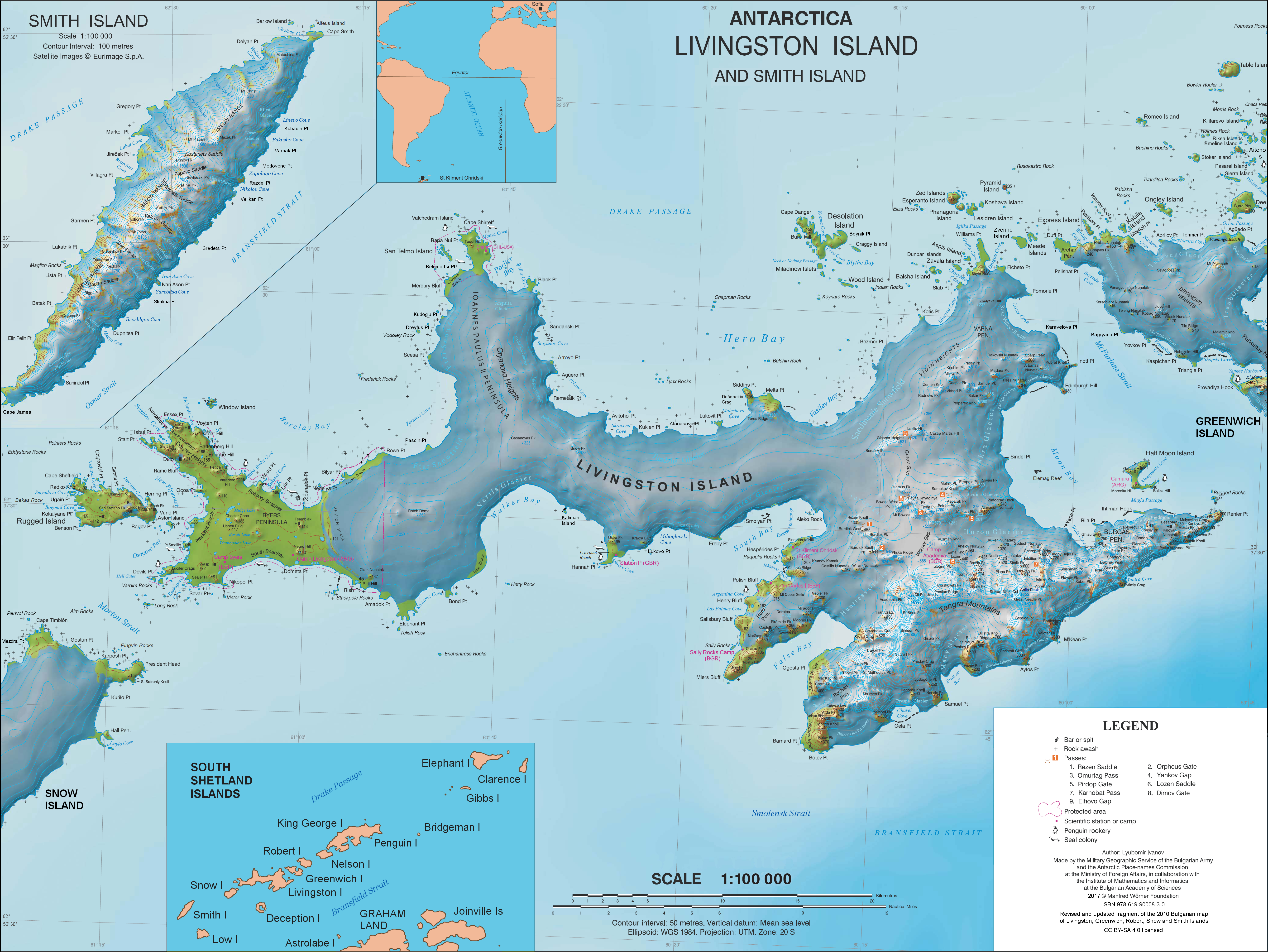
Mapa topográfico de las islas Livingston y Smith.

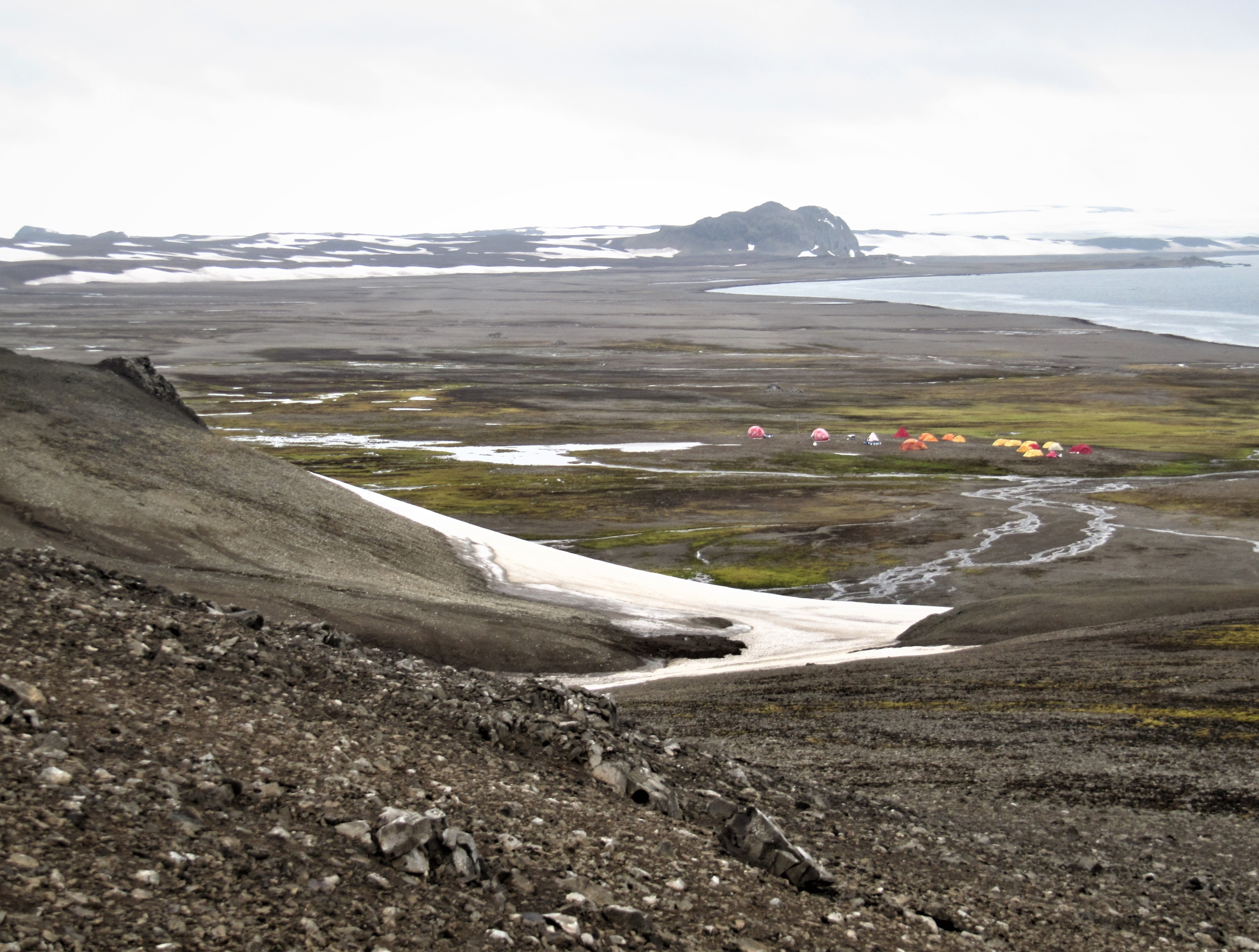
Vista del Campamento Byers.

La península Byers tiene un interés histórico excepcional ya que el área fue visitada por los primeros cazadores de focas antárticas en el siglo XIX y contiene la mayor concentración de sitios históricos de ese siglo en la Antártida, tales como los restos de refugios, artefactos contemporáneos y naufragios de las primeras expediciones foqueras.
El área tiene una excepcional diversidad de flora y fauna terrestre. Es el sitio limnológico más importante de las islas Shetland del Sur y es una zona extremadamente sensible al impacto humano. También es la mayor área libre de hielo en las islas Shetland del Sur.
La península Byers ha sido designada Zona Antártica Especialmente Protegida (ZAEP 126) por sus destacados valores ambientales (específicamente su diversidad biológica y ecosistemas terrestres y lacustres), y una combinación de otros valores, incluidos los científicos (biología terrestre, limnología, ornitología, paleolimnología, geomorfología y geología), históricos (artefactos y restos de refugios de los primeros cazadores) y valores silvestres. Tiene una vegetación diversa y bien desarrollada, numerosos lagos y charcas de agua dulce donde viven los insectos de Parochlus steinenii y Belgica antarctica, y huesos de ballenas subfósiles bien conservados en playas elevadas. Está prohibido el ingreso al área, excepto de conformidad con un permiso emitido por una autoridad nacional apropiada y solo con fines científicos o de gestión.

## Campamento
El campamento se instaló para apoyar la investigación científica en el área durante cortos períodos de tiempo por primera vez en 2001 y está formado por dos refugios tipo iglú de fibra de vidrio de 6 x 2 metros, que hacen las funciones de cocina-comedor y laboratorio, respectivamente, y pueden ser desmantelados fácilmente cuando sea necesario. Entre las actividades científicas desarrolladas tomando como base al campamento Byers están: limnología, impacto humano, estudio del ecosistema, geología, ciencia costera, meteorología, fisiología del liquen, estudio de permafrost, microbiología, paleontología y arqueología. El campamento puede albergar un máximo de doce personas y puede utilizarse entre noviembre y marzo.
El campamento está situado en las playas South y que se encuentra a 1,2 km al norte-noroeste del punto Nikopol, 1,04 km al nordeste de la colina Sealer, 3,13 km al sur por el oeste de cono Chester y 4,38 km al oeste del punto Dometa (mapeo detallado en español de la zona en 1992, cartografía de Bulgaria en 2005 y 2009).
El acceso principal es por barco o por helicóptero y se necesita la previa autorización del Comité Polar Español para coordinar el acceso al campamento.

## Mapas
- Península Byers, Isla Livingston. Mapa topográfico a escala 1:25000. Madrid: Servicio Geográfico del Ejército, 1992.
- L. L. Ivanov et al. Antártida: Isla Livingston y la Isla Greenwich, Islas Shetland del Sur. Mapa topográfico a escala 1:100000. Sofía: Comisión de Topónimos de la Antártida de Bulgaria, 2005.
- L. L. Ivanov. Antártida: Isla Livingston y Greenwich, Robert, Snow y las Islas Smith. Mapa topográfico a escala 1:120000. Troyan: Manfred Wörner Foundation, 2009. ISBN 978-954-92032-6-4.
- Antarctic Digital Database (ADD). Mapa topográfico a escala 1:250000. Comité Científico para la Investigación en la Antártida (SCAR), 1993-2016.